# Belmonte (Bahia)

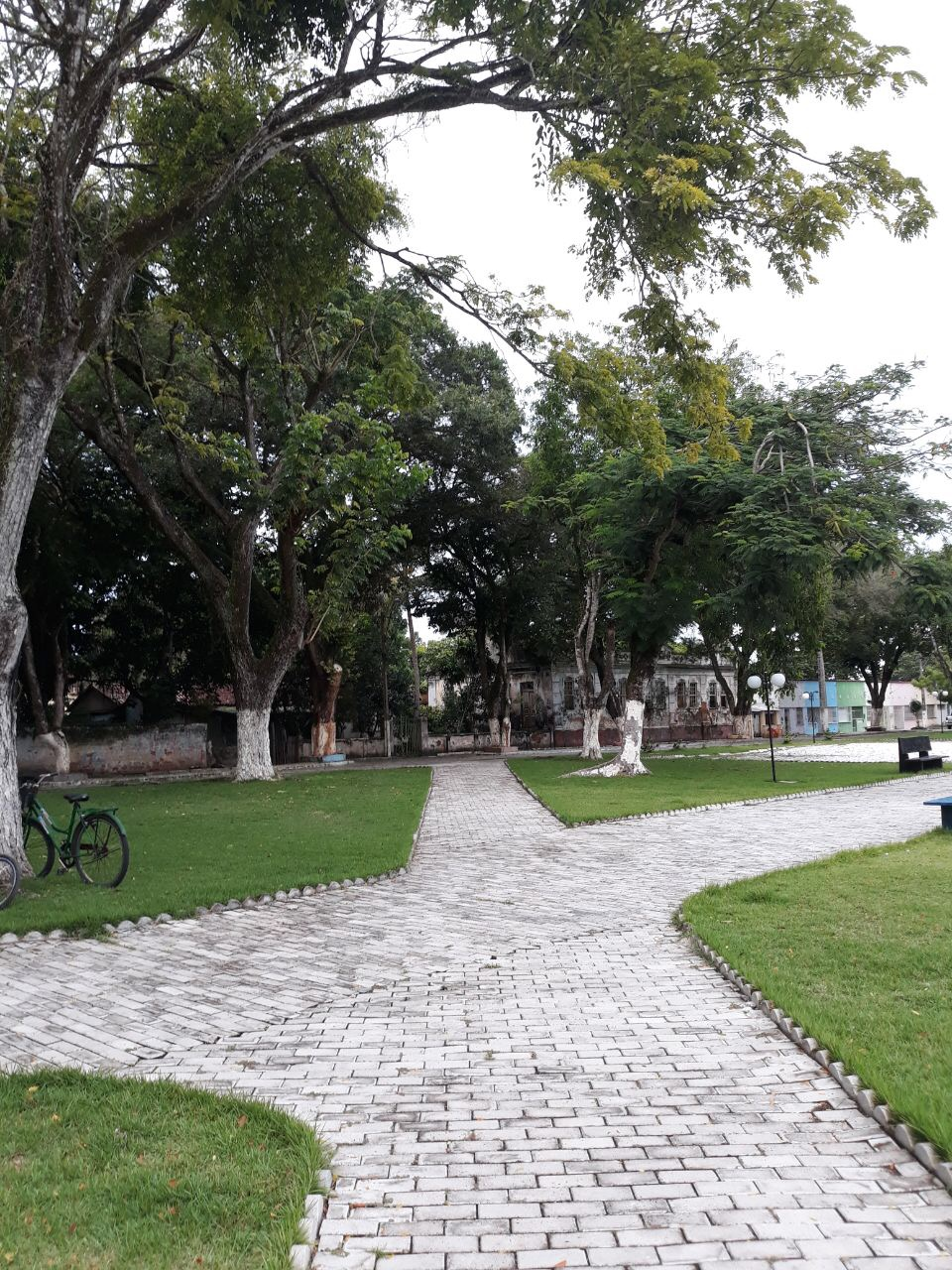
Praça Matriz com Sta Casa de Misericórdia

Belmonte é um município brasileiro do estado da Bahia. Localiza-se a uma latitude 15º51'47" sul e a uma longitude 38º52'58" oeste, estando a uma altitude de 8 metros. 
O município foi criado em 1764.
É uma das únicas quatro localidades brasileiras onde pode ser encontrada uma árvore da Mata Atlântica ameaçada de extinção, a Buchenavia hoehneana. No centro da cidade está localizado um imponente farol, construído pela mesma empresa que construiu a Torre Eiffel.

## História[8]
O território, primitivamente habitado pelos índios botocudos, integrava a Capitania de Porto Seguro, no início do século XVIII.
No início do século XVIII, colonos portugueses começaram o povoamento de São Pedro do Rio Grande nas proximidades do rio Grande, atual Rio Jequitinhonha. Os índios Botocudos foram catequizados pelos jesuítas que aí fundaram a capela de Nossa Senhora de Madre de Deus. A pequena capela foi a primeira construção do local. Durante muito tempo a cidade foi importante porta de entrada para Minas Gerais, através do rio Jequitinhonha, única via navegável até Salto da Divisa.
Situado numa planície entre o rio Jequitinhonha e o oceano Atlântico, esse município floresceu nos bons tempos do cultivo do cacau, no final do século XIX. Em 1891, passou à categoria de cidade, inicialmente com o nome Belmonte do Jequitinhonha. Historiadores supõem que o nome Belmonte foi sugerido pelo ouvidor de Porto Seguro, em homenagem à cidade homônima portuguesa, onde nasceu Pedro Álvares Cabral.
A suposição histórica leva a crer que os primeiros “sinais de terra” (ervas flutuantes, troncos de árvores e raízes) avistados pela esquadra de Cabral, tenham partido do rio Jequitinhonha, que em 1500 deveria ser mais caudaloso, arrastando espécies da Mata Atlântica que ficavam boiando ao sabor das correntes marinhas. Na foz do Jequitinhonha, ainda existem manguezais com a vegetação típica local, que inclui caules retorcidos, com o emaranhado de seus galhos rugosos e raízes entrelaçadas à mostra, além de uma fauna riquíssima.
Em 1958, o município de Belmonte foi o primeiro do estado da Bahia a eleger democraticamente por voto popular direto uma mulher para o cargo de prefeita municipal, Dejanira Resende, eleita pelo Partido Social Democrático (PSD).

## Geografia[8]
A geografia de Belmonte destaca-se pela sua beleza. A topografia do município é acidentada, com inúmeros morros e colinas recortados por vales. A cidade, entretanto, ergue-se numa imensa planície, sem qualquer elevação significativa.
Limita-se ao norte com Canavieiras e Mascote, ao sul com Santa Cruz Cabrália, Porto Seguro e Eunápolis, A leste com o Oceano Atlântico e a oeste com Itapebi e Itagimirim.
Praias:
- Praia da Barra
- Praia de Barra Nova
- Praia de Mogiquiçaba
- Praia do Mangue Alto
- Praia do Mar Moreno
- Praia do Meio
- Praia do Norte
- Praia do Peso
- Praia do Rio Preto

## Economia[10]
A economia do município é bastante diversificada: agricultura, pecuária, pesca, comércio, indústria, serviços e turismo.
- Agricultura: Antes da vassoura-de-bruxa, o produto que mais se destacava era o cacau, representando 80% da economia do município no século passado. Ainda hoje, o cacau é uma importante fonte de renda do município, porém representando hoje apenas 17% da economia da cidade. Em seguida, vêm o coco e a piaçava.
- Pecuária e pesca: As produções destes segmentos tem considerável e elevada significância na renda do município.
- Comércio e indústria: Responsável pela grande maioria de empregos gerados em Belmonte, passou a ser a principal fonte de renda local.
- Serviços e turismo: São os que tem menor representatividade na economia local, mas não deixam de ser considerados significantes e influentes.